# Persephone’s Bees
Persephone’s Bees (с англ. — «Пчёлы Персефоны») — американская поп-рок-группа из города Окленд, штат Калифорния.

## История
Лидер группы Ангелина Мойсова родилась в России, в городе Пятигорск. Увлечение музыкой она впитала в семье: мать играла традиционную народную музыку, а брат — современную. После эмиграции в Америку в 1993 г., она с Томом Айресом (гитарист), Полом Бертолино (барабанщиком) и Майком Фарреллом (басист) создала свою группу с названием Persephone's Bees.
Их первый LP альбом, City of Love, был номинирован на звание самого лучшего дебютного альбома на California Music Awards. После этого они подписали контракт с Columbia Records и выпустили следующий альбом — Notes from the Underworld.
Песня «Музыка для фильма» (Muzika Dlya Fil'ma, «На том берегу») является первой русскоязычной песней среди саундтреков видеоигры FIFA.

## Дискография
- 2001 — City of Love
- 2005 — Nice Day
- 2006 — Notes from the Underworld
- 2010 — Persephone's Bees EP
- 2012 — New In Berlin